# Coppa centroamericana 2011
La Coppa centroamericana 2011 (UNCAF Nations Cup 2011) fu l'undicesima edizione della Coppa delle nazioni UNCAF (la prima con il nome di Coppa centroamericana), la competizione calcistica per nazione organizzata dall'UNCAF. La competizione si svolse a Panama dal 14 al 23 gennaio 2011 e vide la partecipazione di sette squadre: Belize, Costa Rica, El Salvador, Guatemala, Honduras, Nicaragua e Panama. Il torneo, che si tiene ogni due anni a partire dal 1991, vale anche come qualificazione per la CONCACAF Gold Cup.
L'UNCAF organizzò questa competizione dal 1991 al 2009 sotto il nome di Coppa delle nazioni UNCAF; dall'edizione del 2011 cambiò nome e divenne Coppa centroamericana.

## Formula
- Qualificazioni

Nessuna fase di qualificazione. Le squadre sono qualificate direttamente alla fase finale.
- Fase Finale

Fase a gruppi - 7 squadre, divise in due gruppi (uno da quattro squadre e uno da tre squadre). Giocano partite di sola andata, la prima e la seconda classificata si qualificano alle semifinali. Le prime due classificate si qualificano anche alla fase finale della CONCACAF Gold Cup 2009. Le terze classificate effettuano uno spareggio per un posto alla CONCACAF Gold Cup 2009.
Fase a eliminazione diretta - 4 squadre, giocano semifinale e finale con partite di sola andata. La vincente si laurea campione UNCAF.

## Stadi
| Panama                  |
| ----------------------- |
| Stadio Rommel Fernández |
| Capienza: 32.000        |
|                         |
| Panama                  |

## Squadre partecipanti
| Pr. | Squadra     | Data di qualificazione certa | Partecipante in quanto                                         | Partecipazioni precedenti al torneo                             | Ultima presenza |
| --- | ----------- | ---------------------------- | -------------------------------------------------------------- | --------------------------------------------------------------- | --------------- |
| 1   | Panama      | -                            | Rappresentativa della nazione organizzatrice della fase finale | 8 (1993, 1995, 1997, 2001, 2003, 2005, 2007, 2009)              | Honduras 2009   |
| 2   | Belize      | -                            | Qualificata di diritto                                         | 6 (1995, 1999, 2001, 2005, 2007, 2009)                          | Honduras 2009   |
| 3   | Costa Rica  | -                            | Qualificata di diritto                                         | 10 (1991, 1993, 1995, 1997, 1999, 2001, 2003, 2005, 2007, 2009) | Honduras 2009   |
| 4   | El Salvador | -                            | Qualificata di diritto                                         | 10 (1991, 1993, 1995, 1997, 1999, 2001, 2003, 2005, 2007, 2009) | Honduras 2009   |
| 5   | Guatemala   | -                            | Qualificata di diritto                                         | 9 (1991, 1995, 1997, 1999, 2001, 2003, 2005, 2007, 2009)        | Honduras 2009   |
| 6   | Honduras    | -                            | Qualificata di diritto                                         | 10 (1991, 1993, 1995, 1997, 1999, 2001, 2003, 2005, 2007, 2009) | Honduras 2009   |
| 7   | Nicaragua   | -                            | Qualificata di diritto                                         | 7 (1997, 1999, 2001, 2003, 2005, 2007, 2009)                    | Honduras 2009   |

Nella sezione "partecipazioni precedenti al torneo", le date in grassetto indicano che la nazione ha vinto quella edizione del torneo, mentre le date in corsivo indicano la nazione ospitante.

## Fase a gruppi

### Gruppo A

#### Classifica
| Pos | Squadra     | P.ti | G | V | P | S | GF | GS | DR |
| --- | ----------- | ---- | - | - | - | - | -- | -- | -- |
| 1   | Panama      | 9    | 3 | 3 | 0 | 0 | 6  | 0  | +6 |
| 2   | El Salvador | 6    | 3 | 2 | 0 | 1 | 7  | 4  | +3 |
| 3   | Nicaragua   | 1    | 3 | 0 | 1 | 2 | 1  | 5  | -4 |
| 4   | Belize      | 1    | 3 | 0 | 1 | 2 | 3  | 8  | -5 |

Panama e El Salvador qualificate alle semifinali e alla CONCACAF Gold Cup 2011.
Nicaragua accede allo spareggio per la CONCACAF Gold Cup 2011.

#### Risultati
| Arbitro: | Quesada |

|                     |           |  |
| Alas 71’ Burgos 76’ | Marcatori |  |

| Arbitro: | Pineda |

|                       |           |  |
| Aguilar 22’ Brown 28’ | Marcatori |  |

| Arbitro: | Ricardo Cerdas |

|                                 |           |                                                |
| Smith 45’ (rig.) O. Jiménez 76’ | Marcatori | 15’ Romero 24’ 46’ Burgos 54’ Alas 59’ Umanzor |

| Arbitro: | Walter López |

|                         |           |  |
| Cooper 17’ Rentería 80’ | Marcatori |  |

| Arbitro: | Brea Despaigne |

|                     |           |                |
| Espinoza 10’ (rig.) | Marcatori | 81’ D. Jiménez |

| Arbitro: | Roberto García Orozco |

|                        |           |  |
| Aguilar 25’ Cooper 79’ | Marcatori |  |

### Gruppo B

#### Classifica
| Pos | Squadra    | P.ti | G | V | P | S | RF | RS | DR |
| --- | ---------- | ---- | - | - | - | - | -- | -- | -- |
| 1   | Honduras   | 4    | 2 | 1 | 1 | 0 | 4  | 2  | +2 |
| 2   | Costa Rica | 4    | 2 | 1 | 1 | 0 | 3  | 1  | +2 |
| 3   | Guatemala  | 0    | 2 | 0 | 0 | 2 | 1  | 5  | -4 |

Honduras e Costa Rica qualificate alle semifinali e alla CONCACAF Gold Cup 2011.
Guatemala accede allo spareggio per la CONCACAF Gold Cup 2011.

#### Risultati
| Arbitro: | Roberto García Orozco |

|              |           |              |
| V. Núñez 42’ | Marcatori | 90’ R. Núñez |

| Arbitro: | Roberto Moreno Salazar |

|  |           |               |
|  | Marcatori | 48’ 82’ Ureña |

| Arbitro: | Joel Aguilar |

|                             |           |             |
| R. Núñez 13’ Claros 42’ 89’ | Marcatori | 24’ Ramírez |

### Spareggio
| Arbitro: | Roberto García Orozco |

|               |           |                      |
| Rodríguez 24’ | Marcatori | 45’ G. Ruiz 66’ León |

Guatemala qualificato alla CONCACAF Gold Cup 2011.

## Fase a eliminazione diretta

### Tabellone
|  | Semifinali  | Semifinali  | Semifinali |            |          | Finale          | Finale          | Finale          |  |
|  |             |             |            |            |          |                 |                 |                 |  |
|  | Honduras    | Honduras    | 2          |            |          |                 |                 |                 |  |
|  | Honduras    | Honduras    | 2          |            |          |                 |                 |                 |  |
|  | El Salvador | El Salvador | 0          |            |          |                 |                 |                 |  |
|  | El Salvador | El Salvador | 0          |            | Honduras | Honduras        | 2               |                 |  |
|  |             |             |            |            | Honduras | Honduras        | 2               |                 |  |
|  |             |             | Costa Rica | Costa Rica | 1        |                 |                 |                 |  |
|  | Panama      | Panama      | Costa Rica | Costa Rica | 1        | 1 (2)           |                 |                 |  |
|  | Panama      | Panama      |            |            |          | 1 (2)           |                 |                 |  |
|  | Costa Rica  | Costa Rica  | 1 (4)      |            |          | Finale 3º posto | Finale 3º posto | Finale 3º posto |  |
|  | Costa Rica  | Costa Rica  | 1 (4)      |            |          |                 |                 |                 |  |
|  |             |             |            |            |          |                 |                 |                 |  |
|  |             |             |            |            |          | Panama          | Panama          | 0 (5)           |  |
|  |             |             |            |            |          | Panama          | Panama          | 0 (5)           |  |
|  |             |             |            |            |          | El Salvador     | El Salvador     | 0 (4)           |  |

### Semifinali
| Arbitro: | Walter Quesada |

|                           |           |  |
| Leverón 78’ M. Chávez 90’ | Marcatori |  |

| Arbitro: | Joel Aguilar |

|                          |                      |                                    |
| Pérez 76’                | Marcatori            | 67’ Borges                         |
| Pérez Torres Gomez Baloy | Tiri di rigore 2 – 4 | Borges Nuñez Ureña Marshall Miller |

### Finale 3º posto
| Arbitro: | Benigno Pineda |

|                                     |                      |                                         |
| Brown Torres Davis Bonaga Henríquez | Tiri di rigore 5 – 4 | Álvarez J. Alas Blanco Portillo D. Alas |

### Finale
| Arbitro: | Walter López |

|                                |           |           |
| W. Martínez 8’ E. Martínez 53’ | Marcatori | 73’ Ureña |

## Classifica marcatori
3 reti
- Marcos Danilo Ureña Porras
- Rafael Edgardo Burgos

2 reti
- Jaime Enrique Alas Morales
- Ramón Núñez
- Jorge Aarón Claros Juárez
- Edwin Aguilar
- Armando Cooper

1 rete
- Elroy Smith
- Orlando Jiménez
- Daniel Jiménez
- Víctor Núñez
- Celso Borges
- Osael Romero
- Deris Umanzor
- Guillermo Ramírez
- Gregory Ruiz
- Manuel Antonio León Sandoval
- Johnny Harold Leverón Uclés
- Marvin Chávez
- Walter Julián Martínez Ramos
- Emil José Martínez Cruz
- Denis Jesús Espinoza Camacho
- Félix Dorian Rodríguez
- Roberto Ronaldo Brown Perea
- Luis Rentería
- Blas Pérez